# Historický archiv Novi Sad
Historický archiv Novi Sad (srbsky Историјски архив Нови Сад) je kulturní instituce všeobecného významu, která se věnuje ochraně, uspořádání a archivování na území Jihobačského okruhu v Srbsku. Sídlí na adrese Filipa Višnjića 2a v blízkosti Žeželjova mostu.

## Územní působnost
Archiv má územní působnost pro město Novi Sad a dále pro dalších devět opštin, a to: Bačka Palanka, Bački Petrovac, Beočin, Žabalj, Vrbas, město Novi Sad, Sremski Karlovci, Temerin a Titel.

## Historie
Novosadský historický archiv byl založen dne 21. května 1954. Z počátku neměl vlastní prostory a působil v budově místní radnice (magistrátu).
V roce 2015 získal archiv svoji současnou budovu.

## Archivované materiály
V depozitářích Historického archivu Nového Sadu se nachází celkem 6 km archiválií. Dokumenty zahrnují celkem 800 fondů a sbírek a zahrnují časové období od poloviny 18. století až do současnosti. Nachází se zde materiály o rozvoji města a okolí, jednotlivých institucích, právních a fyzických osob z Nového Sadu a dalších obcí. 